# Adalbert Zuckschwerdt
Adalbert Zuckschwerdt (Worbis, 1º  gennaio 1874 – Garmisch-Partenkirchen, 1º luglio 1945) è stato un militare tedesco. Servì come capitano di corvetta (Korvettenkapitän) dell'incrociatore ausiliario SMS Cormoran, salpato dalla colonia tedesca di Qingdao, in Cina, per poi essere attraccato e internato a Guam dagli americani. Zuckschwerdt prevenne la confisca della sua nave da parte degli americani facendo detonare degli esplosivi precedentemente piazzati in punti specifici e affondandola nel porto di Apra Harbor. Sette dei marinai tedeschi a bordo morirono e Zuckschwerdt trascorse il resto della guerra come prigioniero di guerra.

## Carriera prima dell'incidente dell'SMSCormoran
Zuckschwerdt si unì alla Marina imperiale tedesca il 4 aprile 1893 e ricoprì diverse posizioni a terra e in mare. Dal 1902 al 1904 prestò servizio come ufficiale di marina nella concessione della colonia tedesca di Kiautschou. In seguito fu nominato ufficiale di artiglieria (Artillerieoffizier) sulla SMS Prinz Heinrich e sulla SMS Roon, seguito da una nomina a ufficiale esecutivo (Erster Offizier) e come ufficiale di artiglieria sulla SMS Hessen. Il 12 febbraio 1913 si recò a Sydney per assumere il comando della cannoniera SMS Cormoran. Fu coinvolto in un raid contro le popolazioni indigene sull'isola di Bougainville occupata dai tedeschi nel febbraio 1914 e in seguito salpò per Qingdao. Arrivò al porto della città il 30 maggio 1914. All'inizio della prima guerra mondiale la nave di Zuckschwerdt fu dismessa e lui e il suo equipaggio passarono a una nave corsara recentemente entrata in servizio, un'ex nave da carico russa, catturata poco prima dall'incrociatore tedesco SMS Emden. Anche la nuova nave venne chiamata SMS Cormoran.

## Dopo la prima guerra mondiale

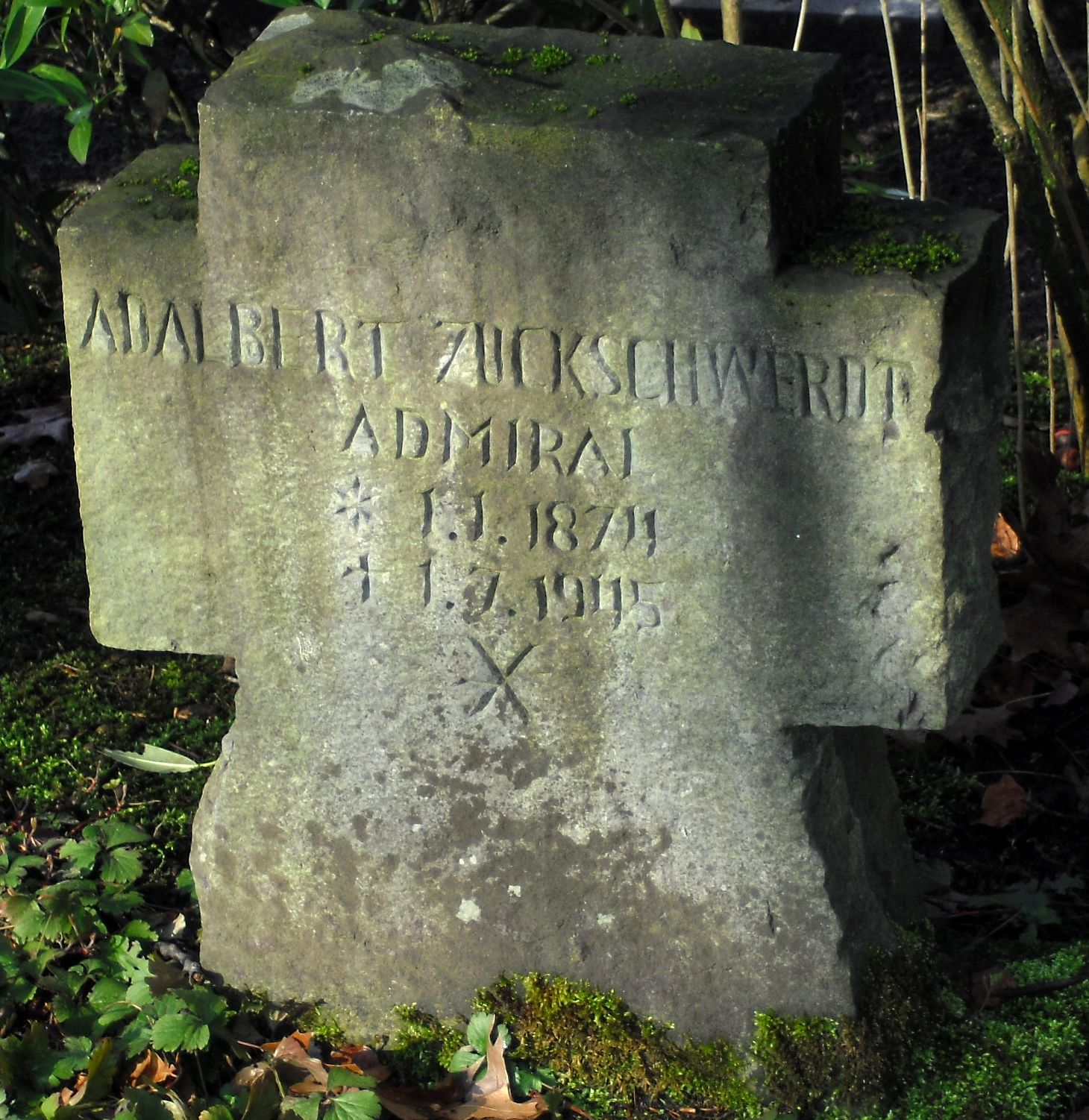
Tomba di Adalbert Zuckschwerdt.

Zuckschwerdt fu liberato nel 1919 e tornò in Germania, dove venne promosso al grado di capitano di fregata (Fregattenkapitän). Dopo essere stato licenziato poco dopo, si unì alla neonata Reichsmarine (la marina tedesca nella Repubblica di Weimar). Il 19 febbraio 1920 ricevette la promozione al grado di capitano di vascello (Kapitän zur See).
Quando le forze tedesche occuparono la Francia durante la seconda guerra mondiale, Zuckschwerdt, ormai sulla sessantina, fu nominato comandante del porto di Nieuwpoort e in seguito di Calais. Il 23 febbraio 1941 fu nominato Kommandant der Seeverteidigung (comandante della difesa costiera) alla foce del fiume Loira e in seguito nella provincia di Linguadoca. Il 1º marzo 1943 Zuckschwerdt fu promosso a contrammiraglio (Konteradmiral). Fu poi nominato "Ammiraglio della costa della Francia meridionale" (Admiral der französischen Südküste) dal 26 giugno al 31 agosto 1943, tornando poi a essere comandante della difesa costiera della Linguadoca dal 1º settembre 1943 al 4 aprile 1944. Il 23 marzo 1944 Zuckschwerdt ricevette la Croce tedesca in argento come Seekommandant per il suo periodo in Linguadoca.
Il 31 maggio 1944 Zuckschwerdt andò in pensione. Tuttavia, dopo la fine della seconda guerra mondiale, divenne comunque un prigioniero di guerra delle forze armate statunitensi che operavano a Garmisch-Partenkirchen il 14 maggio 1945. Morì nel luglio 1945, poco dopo la resa della Germania agli Alleati, mentre era ancora imprigionato. La sua tomba si trova nell'area dell'ex campo di prigionia britannico Internierungslager Staumühle vicino a Hövelhof.